# Wojsław (Mielec)
Wojsław – dawniej samodzielna wieś, od 1985 osiedle Mielca – 3 km na SE od centrum Mielca, na prawym brzegu rzeki Wisłoki; ok. 72 km na SE od klasztoru świętokrzyskiego, 38 km na SE od Koniemłotów – dawnej własności, a następnie prepozytury klasztoru świętokrzyskiego.
W roku 1351 wieś w ziemi sandomierskiej, 1442n. powiecie sandomierskim; 1470–80 parafia Rzochów (Długosz L.B. III 236), 1530 parafia Mielec.

## Lokalne nazwy patronimiczne
1269 „Voÿslaw”, 1351 „Woyslaw”, 1366 „Woisłav”, 1442 „Woyslaw”, 1459 „(granitie) Woysławska”, 1463 „Woyslaw”, 1485 „Voyslaw”, 1500 „Woyszlaw”, 1506 „Voÿszlaw”, 1510n. „Woisław”, 1529 „Woyslaw”, 1530 „Vojslaw”, 1531 „Voyslaw”, 1532 „Woÿslaw”, 1564-5 „Worsrow”, 1578 „Wojsław”, „Woyszlaw”, 1588n. „Woislaw”, 1673-4 „Woyslaw”, 1751 „Woysław”, 1784 „Woisław”.

## Opis granic, topografia
W roku 1459 przy rozgraniczaniu Mielca i Cmolasu wspomniana granica jest Wojsławska.
1510 – narożnica między Rzochowem, Mielcem i Wojsławem usypana w borze zwanym Rzyszka, przy drodze z Mielca do Cmolasu (ib. V 49);
- 1510 – Jan z Sienna podkomorzy sandomierski odnawia kopce graniczne między miastami Rzochów Stanisława z Rzochowa a wsią Wojsław Stanisława Mieleckiego. Obie miejscowości dzieli rzeka Wisłoka; granica biegnie od kopca przy miedzy kmiecia Klapowicza, miedzą do jeziora Leśnik i przez drogę do rzeki Trześń, jej brzegiem, przez las i bór zwany Rzyszka do narożnicy między Mielcem, Rzochowem i Wojsławiem (ib. 48);
- 1519 – komisarze królewscy rozgraniczają należące do starostwa sandomierskiego dobra Raniszów, Wola Raniszowska, Padwa i Tuszów od posiadłości Stanisława Mieleckiego Cmolas, Trzesówka, Chorzelów, Chrząstów, Cyranowska Wola i W. (ib. 101);
- 1528–30 – przeprowadzono według starych znaków i świadectwa starców rozgraniczenie między dobrami królewskimi Tuszów i Jasiów a posiadłościami Stanisława Mieleckiego, w tym W. (ib. 178, 194, 209);
- 1782 – według mapy Miega Wojsław leży po obu stronach drogi z Mielca do Rzochowa, ulicówka, od E puszcza[8]

## Historia administracyjna
Dawniej wieś i gmina jednostkowa w powiecie mieleckim, za II RP w woј. krakowskim.
1 kwietnia 1925 z gminy Wojsław wyłączono przysiółek Rżyska i folwarki Wojsław Dwór i Rżyska Dwór, włączając je do gminy Rzochów.
1 kwietnia 1930 do gminy Wojsław włączono z powrotem Rżyska (oprócz niektórych parceli).
W 1934 w nowo utworzonej zbiorowej gminie Mielec, gdzie utworzył gromadę.
Podczas II wojny światowej w gminie Mielec w Landkreis Dębica w dystrykcie krakowskim (Generalne Gubernatorstwo), częściowo włączony do Heeresgutsbezirk Truppenübungsplatz Süd Dęba. Liczyły wtedy 1538 mieszkańców.
Po wojnie znów w gminie Mielec w powiecie mieleckim, w nowo utworzonym województwie rzeszowskim.
Jesienią 1954 zniesiono gminy tworząc gromady. Wojsław wszedł w skład nowo utworzonej gromady Wojsław, gdzie przetrwał do końca 1972 roku, czyli do kolejnej reformy gminnej.
1 stycznia 1973 ponownie w gminie Mielec. Wtedy też część Wojsławia włączono do Mielca.
1 czerwca 1975 w małym woj. rzeszowskim.
1 stycznia 1985 pozostałą część Wojsławia (1029 ha) włączono do Mielca.

## Kalendarium własności, powinności, obciążenia ekonomiczne
Własność klasztoru świętokrzyskiego do 1463 r., następnie szlachecka.
- 1269 – Część wsi Wojsław należącą do rycerza Żegoty klasztor zamienia na wieś Grzegorzewice leżącą obok nowo lokowanej Nowej Słupi[19].
- 1351 – Kazimierz Wielki przenosi na prawo średzkie imiennie wyliczone posiadłości klasztoru świętokrzyskiego, w tym Wojsław[3].
- 1442 – Władysław Warneńczyk przenosi na prawo średzkie imiennie wyliczone posiadłości klasztoru świętokrzyskiego w tym Wojsław[4][20]
- 1463, 1464 – opactwo zamienia swoją wieś Wojsław z dopłatą 190 grzywien na Pawłów z prawem patronatu nad istniejącym w nim kościołem, należącym do Jana Skrzętki i jego żony Anny[21] patrz Pawłów.
- 1470–80 – Długosz opisuje zamianę następująco – wieś położona w lasach koło Mielca, niegdyś należała do klasztoru świętokrzyskiego, ale opat Michał zamienił ją w 1471 r. na Pawłów, należący do Jana Skrzętki Pawłowskiego herbu Godzięba, dopłacając mu 200 grzywien (Długosz L.B. III 236; II 484);
- 1480 – bracia Jan i Bernard z Kaliszan [Mieleccy] kupują od Jana Skrzętki wieś Wojsław[22]1;
- 1506 – pobór z 5,5 łana i karczmy dziedzicznej[23]
- 1523 – Agnieszka Beata z Tęczyna, żona Jana Ciężkiego z Tarnowa, kwituje Stanisława Mieleckiego, kasztelana zawichojskiego, z 200 zł zapisanych na jej wsi Wojsław[24]
- 1523 – król zezwala Stanisławowi Mieleckiemu zapisać na 1/2 jego wsi Wojsław czynsz roczny 5 florenów w zamian za sumę 100 florenów[25].
- 1530 – pobór z 7 łanów, od 2 komorników – Zywkowicza i Bieńka – oraz z karczmy[5]
- 1531 – pobór z 7 łanów (ib. 475);
- 1532 – pobór z 5 łanów, na 2 łanach powstał folwark (ib. 604v);
- 1542 – w wyniku działu dóbr między braćmi Janem, Walerianem i Sebastianem Mieleckimi herbu Gryf, synami Stanisława Mieleckiego i Elżbiety Tęczyńskiej, Sebastian otrzymuje między innymi Wojsław[26](Polski Słownik Biograficzny Tom XX s.767)
- 1564–5 własność szlachecka, pobór z 5 łana[27]
- 1572 – Sebastian Mielecki kupuje od Konstantego Ostrogskiego Pleszów w powiecie proszowickim, równocześnie odstępując mu (w części czy całości nie wiadomo?) Wojsław (Polski Słownik Biograficzny Tom XX s.767).
- 1578 – Hieronim Mielecki daje pobór od 24 kmieci na 9 łanach, 2 zagrodników z rolą, 2 komorników z bydłem, 1 komornika bez bydła, 2 rzemieślników i z karczmy[28][29]
- 1588 – starosta brzeski daje pobór od 24 kmieci na 9 łanach, 2 komorników z bydłem, 2 rzemieślników i z karczmy[30].
- 1629 – wojewoda ruski daje pobór od 16 kmieci na 4 łanach, 2 zagrodników z rolą, 2 komorników z bydłem i 2 rzemieślników[31]
- 1662 – pogłówne od szlachetnego Morsztyna, 5 czeladzi folwarcznej i 115 mieszkańców wsi[32].
- 1673 – własność wojewody krakowskiego (ib. 247v);
- 1674 – pogłówne od szlachetnego Grotkowskiego z żoną, 6 czeladzi folwarcznej i 50 mieszkańców wsi (ib. 419, 467v).

## Powinności dziesięcinne
Dziesięcina należy do klasztoru świętokrzyskiego, następnie do plebana/prepozyta Koniemłotów i plebana Mielca.
- 1366 – opat świętokrzyski zrzeka się na rzecz plebana Koniemłotów pretensji do dziesięcin z ról klasztornych między innymi w Wojsławiu[33]
- 1526 – przy fundacji prepozytury w Mielcu jej prepozyt otrzymuje między innymi grunt za miastem w stronę Wojsławia oraz dziesięcinę snopową z ról kmiecia w Wojsławiu[34]
- 1529 – z całej wsi dziesięcina snopowa wart. 11 grz. należy do prepozyta Koniemłotów, od 1 kmiecia dziesięcina snopowa wartości 6 groszy i konopna wartości 3 groszy pobiera pleban Mielca[35].
- 1664 – dziesięcina snopowa od poddanych z Wojsławia należy do prepozyta Koniemłotów[36].
- 1681, 1699 – dziesięcina pieniężna od kmieci należy do tegoż[37][38].
- 1748 – proces o dziesięcinę między Kazimierzem Jarmundowiczem, doktorem dekretów, kanonikiem, prebendarzem kaplicy świętej Marii Magdaleny w Mielcu oraz Józefem Marońskim, administratorem dóbr Wojsław i Książnice[39].
- 1751 – nuncjatura wydaje wyrok w sporze Kazimierza Jarmundowicza i Wiesiołowskiego z mieszkańcami wsi Wojsław w sprawie dziesięcin z ról dóbr Wojsław, Wielki Łęg, Zawierzbie i „Przerygie alias Główki”, graniczących przez rzekę Wisłokę z Książnicami, z dawna należących do kmieci. (ib. 33-6);
- 1783 – dziesięcina pieniężna 80 zł należy do prepozyta Koniemłotów[40].

## Studenci Uniwersytetu Krakowskiego
- 1483–85 – Stanisław syn Jakuba student Uniwersytetu Krakowskiego[41][42].
- 1500–2 – Jan syn Jakuba student Uniwersytetu Krakowskiego[43][44].
- 1510 – woźny Stanisław „Woisławek”[45].
- 1616 – Andrzej syn Krzysztofa Wojsławskiego[46].

## Literatura
- Słownik geograficzny Królestwa Polskiego i innych krajów słowiańskich T.XIII s.760[47]
- Mielec. Dzieje miasta i regionu 1, red. F. Kiryk, Mielec 1984 według indeksu; K. Mosingiewicz, Mieleccy h. Gryf, [w:] Społeczeństwo Polski średniowiecznej 3, W. 1986, 270,
- Marek Derwich – Benedyktyński klasztor świętego Krzyża na Łysej Górze w średniowieczu, W.-Wr. 1992. Warszawa.